# Likud
Der Likud (hebräisch ליכוד „Zusammenschluss“; vollständiger Name הליכוד – תנועה לאומית ליברלית, Umschrift HaLikud – Tnu'ah Leumit Liberalit „Likud – National-liberale Bewegung“) ist die größte rechts stehende Partei in Israel und wird als nationalkonservativ eingeordnet. Sie ging aus einem 1973 gebildeten Block von Parteien hervor, die sich 1988 zur Likud-Partei zusammenschlossen.

## Geschichte

### Vorläufer
Die Ursprünge des Likud bilden die 1948 gegründete nationalistische Partei Cherut (חירות „Freiheit“), deren Vorsitzender von der Gründung bis 1983 Menachem Begin war, sowie die bürgerliche Liberale Partei (Miflaga Liberalit Jisra’elit). Während die Cherut ideologisch aus dem Revisionistischen Zionismus hervorging, entstammten die Liberalen dem allgemeinen Zionismus.
1965 schlossen sich die beiden Parteien zunächst lose zusammen und bildeten den GaCHaL (Gusch Cherut-Liberalim/Freiheitlich-Liberaler Block). Damit wollten sie die Dominanz der seit Staatsgründung ununterbrochen regierenden sozialdemokratischen Mapai und des von ihr angeführten Blocks HaMaʿarach überwinden. Die wegen ihrer terroristischen Vergangenheit zuvor von anderen politischen Kräften geächtete Cherut erhielt durch das Bündnis mit den Liberalen einen Legitimitätsschub. Der progressive Flügel der Liberalen Partei lehnte das Zusammengehen mit der Cherut allerdings ab und gründeten die Libralim Atzma’im (Unabhängigen Liberalen). Der Gachal blieb bei den Wahlen 1965 und 1969 weit hinter dem dominanten HaMaʿarach auf dem zweiten Platz. Während des Sechstagekriegs trat er im Juni 1967 als Juniorpartner der Regierung bei, verließ diese aber im August 1970 aus Ablehnung des Rogers-Plans wieder.

### Likud als Wahlbündnis und Fraktionsgemeinschaft (1973–1988)

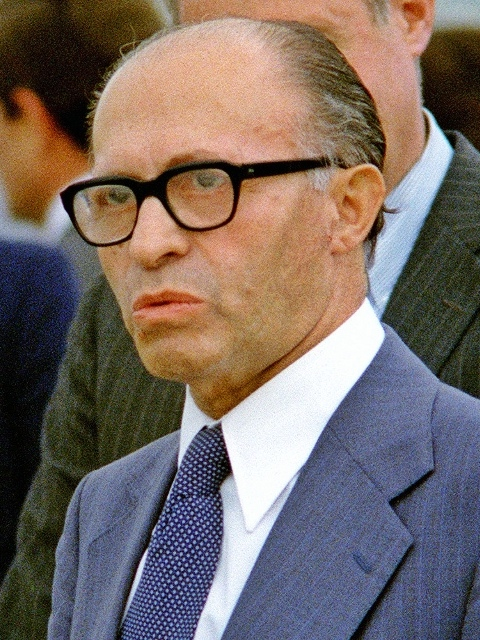
Menachem Begin war der erste Vorsitzende des Likud-Blocks und von 1977 bis 1983 Ministerpräsident Israels

Auf Betreiben des gerade aus der Armee ausgeschiedenen Generals Ariel Scharon (eines Mitglieds der Liberalen Partei) schloss sich der Gachal vor den Knessetwahlen 1973 mit den kleineren Rechtsparteien Staatsliste (Reschima mamlachtit), Freies Zentrum (HaMerkas HaChofschi) und Bewegung für ein Großisrael zum Likud-Block zusammen, um ein bürgerliches Gegengewicht zum von der Arbeitspartei Awoda angeführten Maarach-Block zu etablieren. Im Programm des Likud-Blocks hieß es 1973, das jüdische Volk habe „ein unerschütterliches Recht“ auf Eretz Israel und das „westliche Eretz Israel“ dürfe niemals geteilt werden. Im Vergleich zum Gachal gewann der Likud bei dieser Wahl sieben Sitze hinzu, blieb jedoch hinter dem linken HaMaʿarach und in der Opposition. Die kleineren Likud-Bestandteile (Staatsliste, Freies Zentrum und Bewegung für ein Großisrael) fusionierten 1976 zur neuen Formation Laʿam, die aber weiter Teil des Likud blieb.
Bei den Wahlen 1977 wurde der Likud-Block stärkste Fraktion. Im Parteiprogramm des Likud stand nun: „Zwischen dem Meer und dem Jordan wird es nur israelische Souveränität geben“; in Presseanzeigen stand ergänzend: „Eretz Israel dem jüdischen Volk, nicht der PLO.“ Mit der Demokratischen Bewegung des Wandels (Dasch) und der Nationalreligiösen Partei (Mafdal) bildete der Likud erstmals seit Gründung des Staats Israel eine Mitte-rechts-Regierung unter Ausschluss der Arbeitspartei. Der Likud-Vorsitzende Menachem Begin übernahm das Amt des Ministerpräsidenten. Aus Ablehnung des von Begin mitunterzeichneten israelisch-ägyptischen Friedensvertrags von 1979 spaltete sich der rechtsradikale Siedlerflügel unter Geula Cohen von der Cherut und damit auch vom Likud ab und bildete die Partei Techija. Bei der Wahl 1981 verzeichnete der Likud weitere Zugewinne und konnte die Regierung unter Begin (unter Einschluss der neuen Parteien Techija und Tami) fortsetzen.

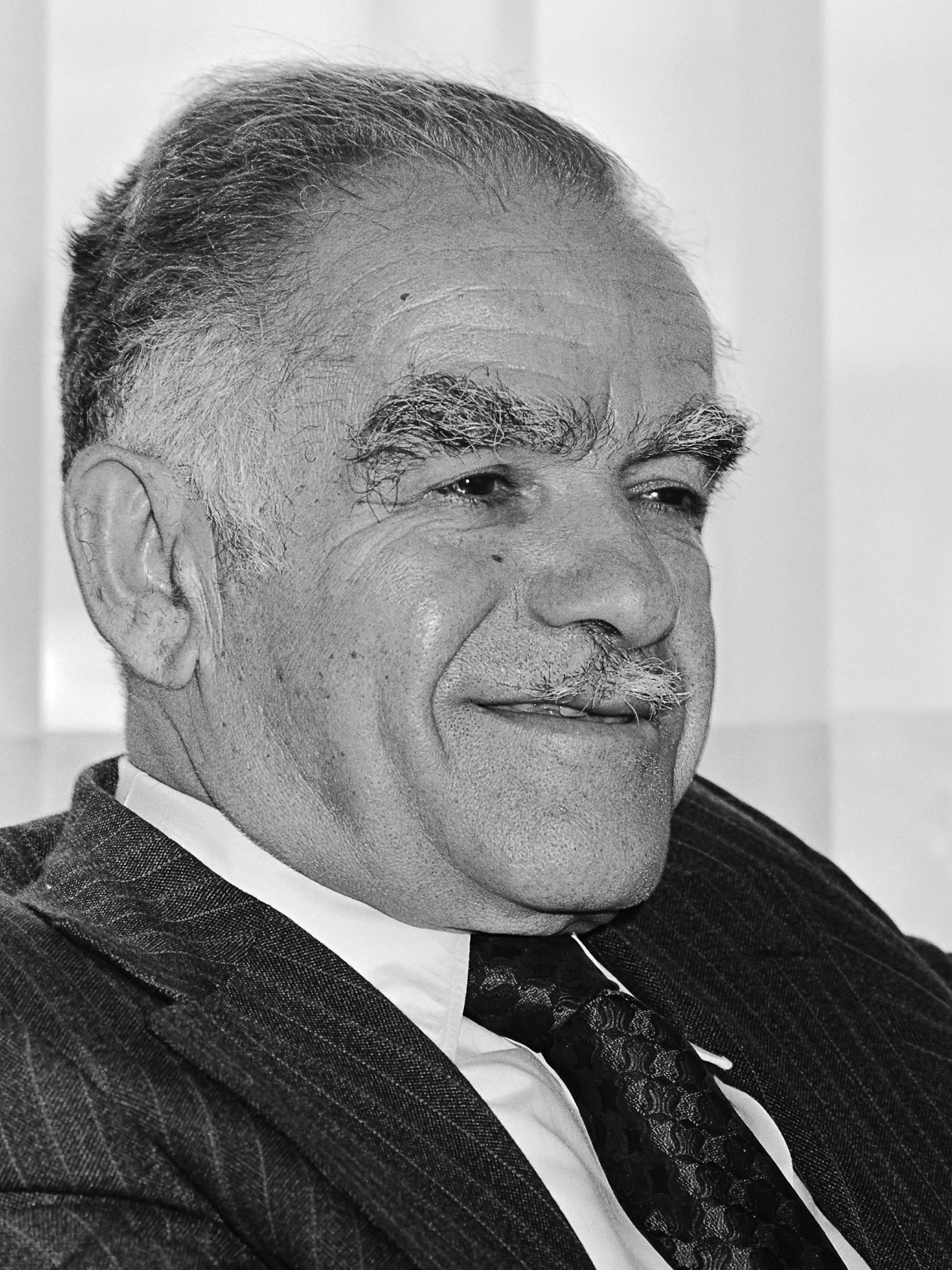
Jitzchak Schamir führte den Likud von 1983 bis 1992 und war in dieser Zeit zwei Mal Ministerpräsident

Im September 1983 trat Begin von allen Ämtern zurück, sein Nachfolger sowohl als Likud-Vorsitzender als auch als Ministerpräsident wurde Jitzchak Schamir, der ebenfalls aus der Cherut kam. Bei der folgenden Wahl 1984 erlitt der Likud leichte Verluste und kam hinter dem Maʿarach unter Schimon Peres nur noch auf den zweiten Platz. Da jedoch keiner der beiden Blöcke über eine Mehrheit verfügte, einigten sich beide auf eine Regierung der „Nationalen Einheit“. Im Rahmen der „Israelischen Lösung“ führte Peres die Regierung während der ersten Hälfte der Legislaturperiode und Schamir während der zweiten Hälfte.

### Likud als Partei (seit 1988)
Der Likud-Block wandelte sich 1988 von einem Wahlbündnis in eine einheitliche Partei mit dem offiziellen Namen „Likud – Nationalliberale Bewegung“ um. Die bisherigen Mitgliedsparteien Cherut, Liberale Partei, Tami und Ometz lösten sich auf. Bei der darauffolgenden Wahl im November 1988 verlor der Likud einen Sitz, war damit aber stärker als der Maʿarach, der einen stärkeren Rückgang erlitt. Anschließend kam es zu einer Neuauflage der Regierung der Nationalen Einheit, wobei Schamir diesmal während der ersten Hälfte der Legislaturperiode Regierungschef war. Zum vorgesehenen Rollentausch nach der halben Amtszeit kam es jedoch nicht, da die Arbeitspartei unter Schimon Peres die Koalition im Juni 1990 platzen ließ und versuchte, eine neue Regierung ohne den Likud zu bilden. Dieses Vorhaben scheiterte jedoch; stattdessen gelang es Schamir, eine Koalition mit ultraorthodoxen (Schas, Agudat Jisra’el) und nationalreligiösen Parteien (Mafdal, Techija) zu bilden, die bis zur nächsten Wahl im Juni 1992 Bestand hatte. Diese brachte einen deutlichen Sieg der Arbeitspartei unter Jitzchak Rabin, während der Likud acht Sitze verlor und in die Opposition gehen musste.
Ein Teil des Likud spaltete sich 1996 ab und bildete die Partei Gescher („Brücke“) unter Führung von David Levy. Diese bildete jedoch zu den Wahlen 1996 ebenso wie Rafael Eitans Partei Tzomet ein Wahlbündnis mit dem Likud. Dieser Block schnitt zwar insgesamt schwächer ab als die Arbeitspartei, jedoch gewann der neue Likud-Vorsitzende Benjamin Netanjahu die erstmals durchgeführte Direktwahl zum Ministerpräsidenten mit 50,5 Prozent der Stimmen gegen Schimon Peres, was er insbesondere der Unterstützung durch die Ultraorthodoxen verdankte. Netanjahus Regierung, die von 1996 bis 1999 amtierte, beinhaltete neben dem Likud und seinen Verbündeten Gescher und Tzomet auch die nationalreligiöse Mafdal, die ultraorthodoxen Parteien Schas und Vereinigtes Thora-Judentum, die neue Partei Jisra’el ba-Alija, die die Interessen von Zuwanderern aus der ehemaligen Sowjetunion vertrat, sowie den Dritten Weg, eine Abspaltung von der Arbeitspartei. Aus Unzufriedenheit mit dem im Hebron-Protokoll und Wye-Abkommen vereinbarten Rückzug Israels aus Teilen des Westjordanlands spaltete sich ein Teil des Likud ab und bildete im Februar 1999 unter Führung von Menachem Begins Sohn Benny Begin die Cherut – HaTnu’a HaLeumit („Freiheit – Die nationale Bewegung“ – eine Bezugnahme auf die Likud-Vorläuferin Cherut). Diese bildete mit zwei nationalreligiösen Parteien die Nationale Union. Auf der anderen Seite verließ eine Gruppe moderaterer Abgeordneter um den Verteidigungsminister Jitzchak Mordechai die Likud-Fraktion, um die in der Mitte zwischen Arbeitspartei und Likud positionierte Partei des Zentrums zu gründen. Die Regierung Netanjahu verlor dadurch ihre Mehrheit.

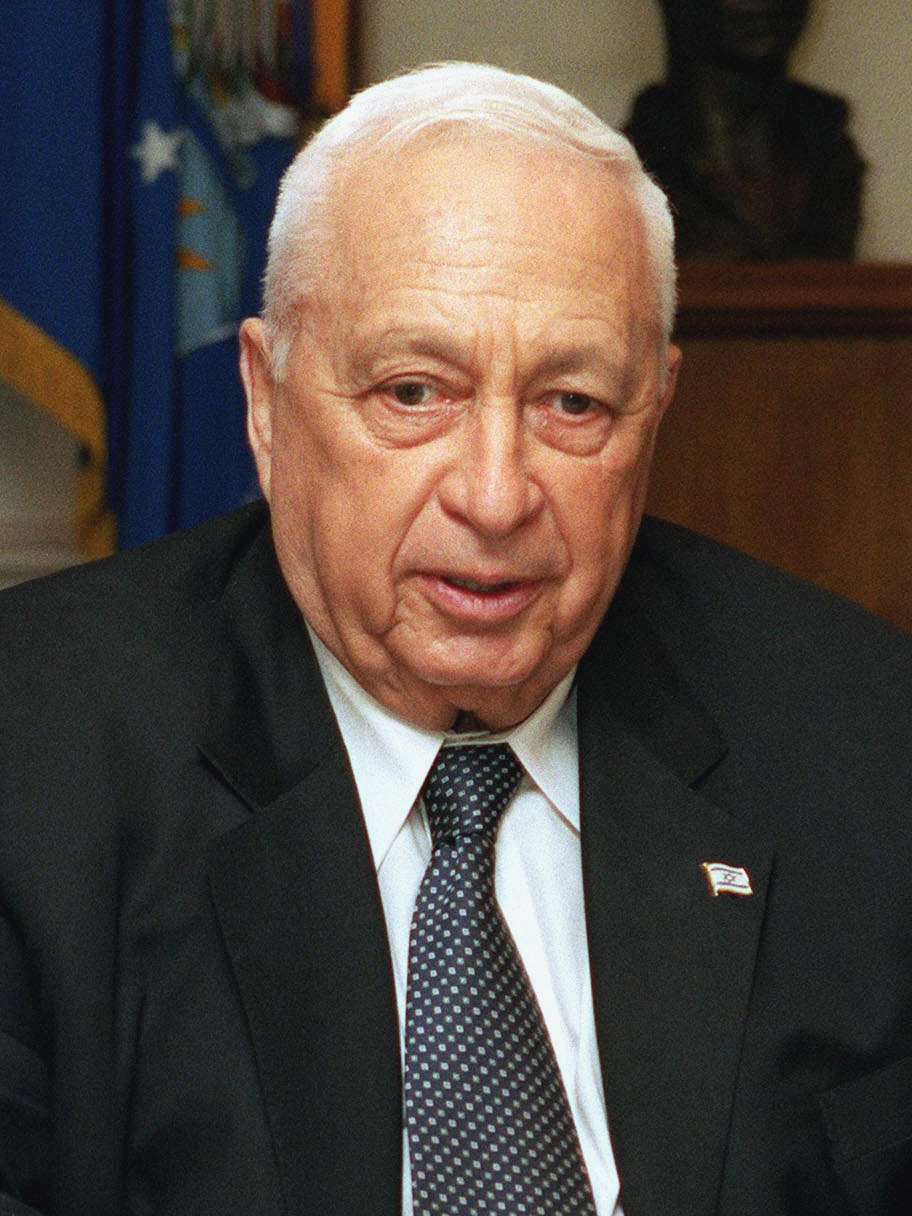
Ariel Scharon, Likud-Vorsitzender von 1999 bis 2005 und Ministerpräsident von 2001 bis 2005

Die vorgezogene Neuwahl im Mai 1999 gewann Ehud Barak von der Arbeitspartei mit seinem Bündnis Jisrael Achat („Ein Israel“). Netanjahu trat anschließend auch als Likud-Vorsitzender zurück; sein Nachfolger war Ariel Scharon. Nach dem Scheitern der Gespräche von Camp David und Taba und dem Beginn der Zweiten Intifada im September 2000 zerbrach Baraks Regierung, und er rief eine neue Direktwahl des Regierungschefs (ohne Neuwahl der Knesset) im Februar 2001 aus. Diese gewann Ariel Scharon haushoch mit 62,4 Prozent der Stimmen. Da sich am Kräfteverhältnis im Parlament nichts geändert hatte, wo Arbeitspartei und Meimad weiterhin die größte Fraktion stellten, bildete Scharon eine neue Regierung der Nationalen Einheit aus Likud, Awoda–Meimad, Ultraorthodoxen, Jisra’el ba-Alija, Nationaler Union–Jisra’el Beitenu und weiteren, kleineren Parteien. Bei der nächsten Parlamentswahl im Januar 2003 (die Direktwahl des Ministerpräsidenten wurde abgeschafft), die weiterhin unter dem Eindruck der Zweiten Intifada stand, wurde der Likud mit großem Abstand stärkste Kraft. Scharon bildete eine Mitte-rechts-Regierung aus Likud, dem liberalen Schinui, der Nationalen Union und den Nationalreligiösen. Die von Natan Scharanski und Juli-Joel Edelstein geführte Partei Jisra’el ba-Alija fusionierte kurz nach der Wahl mit dem Likud.
Wegen Scharons Abkoppelungsplan, der eine Räumung aller jüdischen Siedlungen im Gazastreifen vorsah, verließen Nationale Union und Nationalreligiöse Partei im Juni bzw. November 2004 die Koalition; Schinui wandte sich wegen Streitigkeiten über den Haushalt von der Regierung ab. Stattdessen konnte Scharon Anfang 2005 die Arbeitspartei für einen Eintritt in die Regierung gewinnen. Auch im Likud löste der Abzug aus dem Gazastreifen schwere Debatten aus, weshalb sich Scharon im November 2005 entschloss, den Likud zu verlassen und eine neue Partei der Mitte – Kadima („Vorwärts“) – zu gründen. Dieser schlossen sich 13 der bislang 40 Likud-Abgeordneten an, darunter der stellvertretende Ministerpräsident Ehud Olmert und die Justizministerin Tzipi Livni.

### Ära Netanjahu (seit 2005)
Den Likud-Vorsitz übernahm daraufhin erneut Scharons parteiinterner Widersacher Benjamin Netanjahu. Diese Spaltung hat den Likud bei den Knesset-Wahlen am 28. März 2006 sehr geschwächt, so dass er von 40 auf 12 Mandate fiel. Damit stellte Likud nicht mehr die größte, sondern hinter Kadima, Awoda und Schas und knapp vor Jisra’el Beitenu die viertgrößte Fraktion. Sie stand in Opposition zur Regierung von Ehud Olmert, der Scharon nach dessen Schlaganfall abgelöst hatte.
Nach einer neueren Eskalation des Konflikts mit den Palästinensern wurde die kompromisslose Politik des Likud im Gegensatz zur Haltung des Regierungschefs Olmert jedoch erneut populär, und bei den vorgezogenen Parlamentswahlen von 2009 erhielt er 22 Prozent der Stimmen und 27 Sitze und wurde damit zweitstärkste Fraktion in der Knesset knapp hinter der Kadima. Anschließend führte Benjamin Netanjahu eine Koalitionsregierung mit nationalistischen und religiösen Parteien an. Die Likud-Politiker Naftali Bennett und Ajelet Schaked wechselten 2012 zur nationalreligiösen Partei HaBajit haJehudi („Jüdische Heimat“), die dadurch an Bedeutung gewann und dem Likud Wählergruppen streitig machte.
Zur Knessetwahl 2013 bildete der Likud eine gemeinsame Liste mit der Partei Jisra’el Beitenu des Außenministers Avigdor Lieberman. Zwar mussten sie im Vergleich zur vorherigen Wahl deutliche Verluste hinnehmen, blieben zusammen aber stärkste Kraft. Netanjahu bildete eine Mitte-rechts-Koalition, der neben Likud, Jisra’el Beitenu und HaBajit haJehudi auch die eher liberalen Parteien Jesch Atid und Ha-Tnu’a angehörten. Die drei rechten Regierungsparteien initiierten in dieser Zeit ein Nationalstaatsgesetz, in dem sie Israel als „nationale Heimstätte des jüdischen Volkes“ festschreiben wollten, was die beiden zur Mitte tendierenden Parteien ablehnten. Die Koalition zerbrach im Dezember 2014. Auch die Allianz von Likud und Jisra’el Beitenu löste sich auf, zur Parlamentswahl im März 2015 traten sie wieder separat an. Zudem spaltete sich ein eher zur Mitte tendierender, auf soziale Themen fokussierter Flügel um den ehemaligen Sozial- und Wohlfahrtsminister Mosche Kachlon von Likud ab und bildete die Partei Kulanu („Wir alle“).
Trotz dieser Konkurrenz konnte sich der Likud auf 30 Knessetsitze verstärken. Anschließend bildete Netanjahu wieder eine rechts-religiöse Regierung mit Kulanu, HaBajit haJehudi und den ultraorthodoxen Parteien. Das vom Likud vorangetriebene Nationalstaatsgesetz wurde im Juli 2018 beschlossen. Ab Dezember 2016 wurde gegen den langjährigen Likud-Vorsitzenden Netanjahu wegen Korruptionsverdachts in mehreren Fällen ermittelt; die Generalstaatsanwaltschaft erhob im November 2019 Anklage. Der ehemalige Verteidigungsminister Mosche Jaalon trat aus dem Likud aus und gründete Anfang 2019 die Partei Telem. Bei den Knesset-Wahlen am 9. April 2019 kandidierte mit Dima Taja erstmals eine Muslimin für die Liste des Likud. Trotz der Vorwürfe gegen Netanjahu legte der Likud bei dieser Wahl weiter zu. Allerdings hatte er nun eine annähernd gleich starke Konkurrenz im neuen Mitte-Bündnis Kachol Lavan („Blau-Weiß“) unter Führung von Benny Gantz, dem auch Telem und Jesch Atid angehörten und das genau wie der Likud auf 35 Sitze kam.
Keiner der beiden Blöcke konnte eine Mehrheit bilden, so dass es schon nach fünf Monaten zu einer erneuten Wahl kam. Obwohl sich Kulanu wieder mit Likud vereinte, kam dieser nur noch auf 32 Sitze und somit hinter „Blau-Weiß“ auf den zweiten Platz. Erneut gelang es keinem der beiden Lager, eine neue Regierung zu bilden. Netanjahu und sein Kabinett blieben geschäftsführend im Amt und die Knesset löste sich abermals auf. Der ehemalige Bildungs- und Innenminister Gideon Sa’ar forderte Netanjahu Ende 2019 zu einer Kampfkandidatur um den Likud-Vorsitz heraus. Dieser setzte sich aber mit 72,5 % gegen 27,5 % für Sa’ar durch. Bei der Neuwahl im März 2020 konnte der Likud wieder merklich zulegen: Mit 36 Sitzen fuhr die konservative Partei ihr bestes Ergebnis seit 2003 ein und wurde stärkste Kraft. Diesmal vereinbarten die Widersacher Netanjahu und Gantz eine „Regierung der nationalen Einheit“, der auch die ultraorthodoxen Parteien Schas und Vereinigtes Thora-Judentum, die Arbeitspartei und HaBajit haJehudi beitraten. Gideon Sa’ar und seine Anhänger traten im Dezember 2020 aus dem Likud aus und gründeten die Partei „Neue Hoffnung“ (Tikwa Chadascha), als sich erneute Neuwahlen anbahnten. Jesch Atid, Gantz' Partei, Neue Hoffnung und Jamina, die beiden linkszionistischen Parteien und Ra'am bildeten eine Koalition nach der Parlamentswahl in Israel 2021; diese war jedoch auch nur von kurzer Dauer. So kam es bereits im Jahr darauf zu Neuwahlen, die von Likud, den ultraorthodoxen Parteien und den Religiös-Zionistischen Parteien gewonnen wurden. Likuds Koalition mit als rechtsextrem geltenden Parteien führte zu der am weitesten rechts stehenden Regierung in der Geschichte Israels.

## Politische Einordnung und Programm
Das Programm der Likud-Partei ist von nationalkonservativen Grundsätzen geprägt.
So sieht der Likud es als seine Pflicht an, die Einheit des jüdischen Volkes zu pflegen und zu bewahren, die jüdische und zionistische Erziehung zu vertiefen und die Assimilation von jüdischen Jugendlichen und Erwachsenen in der Welt zu verhindern. Das Recht des jüdischen Volkes auf das Land Israel sei ein ewiges Recht, das nicht angefochten werden könne und dürfe. Die Existenz Israels als selbstständiger jüdischer Staat im Nahen Osten steht an erster Stelle. Daher erhalten die verschiedenen Sicherheitsabwägungen oberste Priorität. Außerdem befürwortet der Likud die Bewahrung des „Status quo“, der das Verhältnis zwischen Staat und Religion in Israel regelt und unter anderem das Ehe- und Familienrecht für Juden dem Oberrabbinat unterstellt und den öffentlichen Verkehr am Schabbat einschränkt.
Der Likud wird traditionell von den ärmeren Bevölkerungsgruppen gewählt, die die ärmeren Stadtteile der Großstädte und die Entwicklungsstädte in den Randgebieten des Landes bewohnen und meist aus den arabischen Ländern Asiens und Afrikas eingewandert sind. Da viele Politiker dieser Gruppierung die jüdischen Siedlungen als Teil des historischen Israel (Eretz Israel) betrachten, wird der Ausbau dieser Gebiete im Westjordanland befürwortet. Dagegen war der Likud in Bezug auf die Rückgabe des Sinai ideologisch weniger festgelegt, wodurch er 1978 den Abschluss des Camp-David-Abkommens und 1979 den Friedensvertrag mit Ägypten und die darin vereinbarte Rückgabe dieser Halbinsel an Ägypten erreichte.
Die Einrichtung eines palästinensisch-arabischen Staates westlich des Jordans wird laut Programm abgelehnt. Des Weiteren sei Jerusalem die ewige, unteilbare Hauptstadt Israels, und die Regierung arbeite daran, die Zahl jüdischer Wohnungen in Ostjerusalem zu erhöhen, wie auch das Wohlergehen und die Sicherheit der arabischen Bewohner sicherzustellen. Das Grundsatzprogramm vom Mai 2014 ist in diesen Fragen unbestimmter und mehrdeutiger. Zwar wird weiter der Einsatz für die Stärkung der israelischen Siedlungen betont, die Gründung eines palästinensischen Staates aber nicht explizit ausgeschlossen. Dieser Gedanke findet Niederschlag in Punkt sieben des 2018 verabschiedeten Nationalstaatsgesetzes. 
Im Dezember 2017 sprach sich der Likud für eine Annexion von Teilen des Westjordanlandes aus. In Abwesenheit von Parteichef Netanjahu verabschiedete das Likud-Zentralkomitee eine Resolution, in der die Likud-Abgeordneten der Knesset aufgefordert werden, die „Souveränität Israels auf Judäa und Samaria (Westjordanland)“ auszuweiten. Netanjahu selbst kündigte nach seiner Wiederwahl zum Parteivorsitzenden im Dezember 2019 neue Siedlungen im Westjordanland an und erklärte: „Wir werden eine US-Anerkennung unserer Souveränität im Jordantal und allen Siedlungen in Judäa und Samaria erzielen.“
Im Februar 2025 trat der Likud als erste nichteuropäische Partei dem rechten Bündnis Patriots.eu als Beobachter bei. Weitere Mitglieder des Bündnisses sind unter anderem auch die Freiheitliche Partei Österreichs (FPÖ), der Fidesz von Ungarn oder das Rassemblement National von Frankreich.
2025 lud Diaspora-Minister Amichai Chikli von der Likud-Partei mehrere rechtsextreme europäische Politiker zur „Internationalen Konferenz zur Bekämpfung des Antisemitismus“, auf der auch Netanjahu sprechen werde. Für Maya Sion-Tzidkiyahu (Leiterin des Programms der Beziehungen zwischen Europa und Israel) ein Beleg dafür, dass Likud „integraler Teil der extremen, illiberalen populistischen Rechten“ geworden sei. Auch Peter Lintl (Stiftung für Wissenschaft und Politik) zählt die Partei zur „neuen Bewegung illiberaler Parteien“. Die antisemitischen Wurzeln der europäischen Rechten würden ignoriert, „solange die Parteien sich pro-israelisch äußern“. Jean-Yves Camus sieht Gemeinsamkeiten zwischen der Likud-Partei und den europäischen Rechtspopulisten bei der Behauptung, „dass ihre Zivilisation durch den Islam und eine bestimmte Linke, Stichwort ,Wokismus’, gefährdet ist“.
Ein Mitglied des Likud wird häufig als „Likudnik“ bezeichnet.

## Ministerpräsidenten
Bisher stellte der Likud folgende Ministerpräsidenten:
- 1977–1983: Menachem Begin
- 1983–1984: Jitzchak Schamir
- 1986–1992: Jitzchak Schamir
- 1996–1999: Benjamin Netanjahu
- 2001–2005: Ariel Scharon
- 2009–2021: Benjamin Netanjahu
- seit 2022: Benjamin Netanjahu

## Parteivorsitzende
- 1973–1982: Menachem Begin
- 1983–1992: Jitzchak Schamir
- 1993–1999: Benjamin Netanjahu

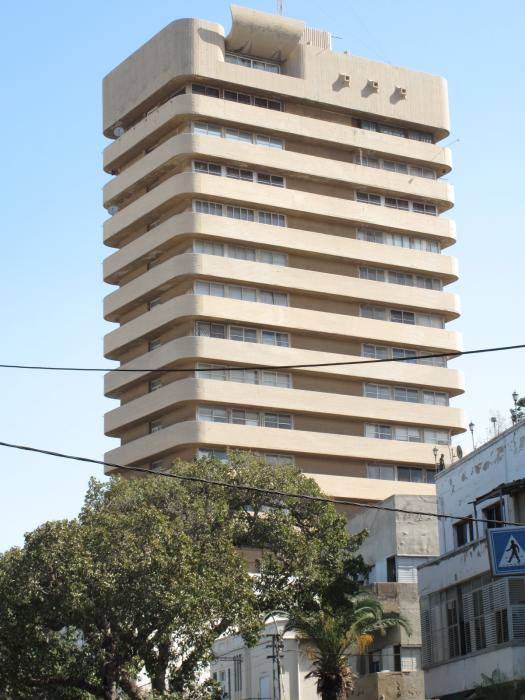
Die Metzudat Zeʾev („Zeʾev-Festung“) an der König-George-V-Straße in Tel Aviv, benannt nach Wladimir Zeev Jabotinsky, beherbergt die Parteizentrale des Likud

- 1999–2005: Ariel Scharon, danach Parteiaustritt
- 2005–0000: Benjamin Netanjahu